# Лаппи, Артту
А́ртту Ла́ппи (фин. Arttu Lappi) род. 11 мая 1984, Куопио) — финский прыгун с трамплина, победитель этапа Кубка мира, чемпион мира в команде.

## Карьера
На международной арене Лаппи дебютировал в Куусамо в ноябре 2001 года на этапе континентального кубка. Удачно выступая в нём финн получил возможность выступить в национальной группе на Кубке мира. 1 марта 2002 года он вышел на старт соревнований в Лахти и сразу пробился в десятку, заняв восьмое место.
На чемпионате мира 2003 года в Италии Лаппи был 12-м на большом трамплине, а на нормальном занял шестое место. В составе сборной (вместе с Янне Ахоненом, Тами Киуру и Матти Хаутамяки) выиграл золотую медаль на большом трамплине, став чемпионом мира.
Олимпиаду в Турине Арту Лаппи пропустил из-за травмы колена. На первом старте сезоне 2006/07 в Куусамо финн лучше всех справился с плохой погодой и порывистым ветром и одержал победу, став лидером Кубка мира. Лидерство в общем зачёте Лаппи упустил уже на следующем этапе в Тронхейме, где он упал в первой попытке и стал только 21-м. Сезон 2006/07 оказался для Лаппи лучшим в карьере — 15 место в общем зачёте и шестое место в Турне четырёх трамплинов. В феврале Артту второй раз в карьере выступал на чемпионате мира, но в Саппоро остался без медалей (11 и 22 места в личном первенстве и четвёртое место в состязании команд).
Завершил карьеру Артту Лаппи после окончания сезона 2009/10.